# Federico García Lorca
Pour les articles homonymes, voir García Lorca (homonymie).
Federico García Lorca est un poète et dramaturge espagnol, également prosateur, peintre, pianiste et compositeur, né le 5 juin 1898 à Fuente Vaqueros, près de Grenade, et mort le 19 août 1936.
Membre du courant littéraire de la Génération de 27, il est assassiné  le 19 août 1936 par les nationalistes, membres de la Phalange, pendant la guerre d'Espagne, entre les villes de Víznar et d'Alfacar, en Andalousie, victime de ce conflit annonçant historiquement la Seconde Guerre mondiale. Sa sépulture n'a pas encore été retrouvée malgré des recherches scientifiques de grande ampleur.
Federico García Lorca demeure l'un des poètes et dramaturges européens les plus importants du XXe siècle.

## Biographie

### Jeunesse à Grenade

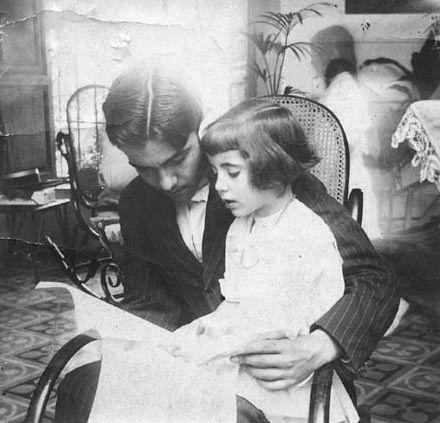
Federico avec sa jeune sœur Isabel à Grenade en 1914.

Federico García Lorca, de son nom complet : Federico del Sagrado Corazón de Jesús García Lorca (« Frédéric du Sacré Cœur de Jésus García Lorca »), est l'aîné d'une fratrie de cinq enfants nés de Federico García Rodríguez (1859-1945), propriétaire terrien aisé, et de Vicenta Lorca Romero (1870-1959), maîtresse d'école, qu'il avait épousée en secondes noces (de son premier mariage avec Matilde Palacios Ríos, il n'avait eu aucun enfant). En 1900 naît son premier frère Luis, qui mourra de pneumonie à deux ans. Viendront ensuite : son frère Francisco (1902-1976, poète, historien de la littérature, professeur et diplomate, membre comme son aîné du mouvement littéraire de la Génération de 27), et ses sœurs María de la Concepción (Concha ou Conchita, 1903-1962,,), puis Isabel (1909-2002, elle aussi professeure et écrivaine). La mère de Federico possédait une sensibilité affirmée à la poésie et à la musique, et contribuera à former le goût de ses enfants,. Federico Garcia Lorca développe très vite une passion pour le dessin.[réf. nécessaire]
Federico passe son enfance à la campagne, près de Grenade où son père possède une grande propriété, la Huerta de San Vicente. Revenant sur cette période de sa prime enfance, il déclarera en 1934 à Buenos Aires dans une interview : « Enfant j’ai vécu de plain-pied avec la nature. Comme tous les enfants, j’attribuais (conférais) à chaque chose, meuble, objet, arbre, pierre, sa personnalité. Je conversais avec eux, et je les aimais ». Cette sorte d'animisme infantile est fréquent, mais chez Lorca, il resurgira par bouffées créatives dans sa poésie et son théâtre. D'ailleurs, beaucoup plus tard, même après avoir beaucoup voyagé et avoir vécu de longues périodes en ville, notamment à Madrid, Federico se souviendra à quel point la vie et l'ambiance rurales de la Vega de Granada l'avait imprégné et avait influencé son œuvre :

« J’aime la terre. Je me sens lié à elle dans toutes mes émotions. Mes plus lointains souvenirs d’enfant ont la saveur de la terre. Les bestioles de la terre, les animaux, les gens de la campagne, inspirent, suggèrent de secrets messages qui parviennent à très peu d’entre nous. Je les capte aujourd’hui avec le même esprit que celui de mes plus jeunes années. Sans cela, je n’aurais jamais  pu écrire Noces de sang. »

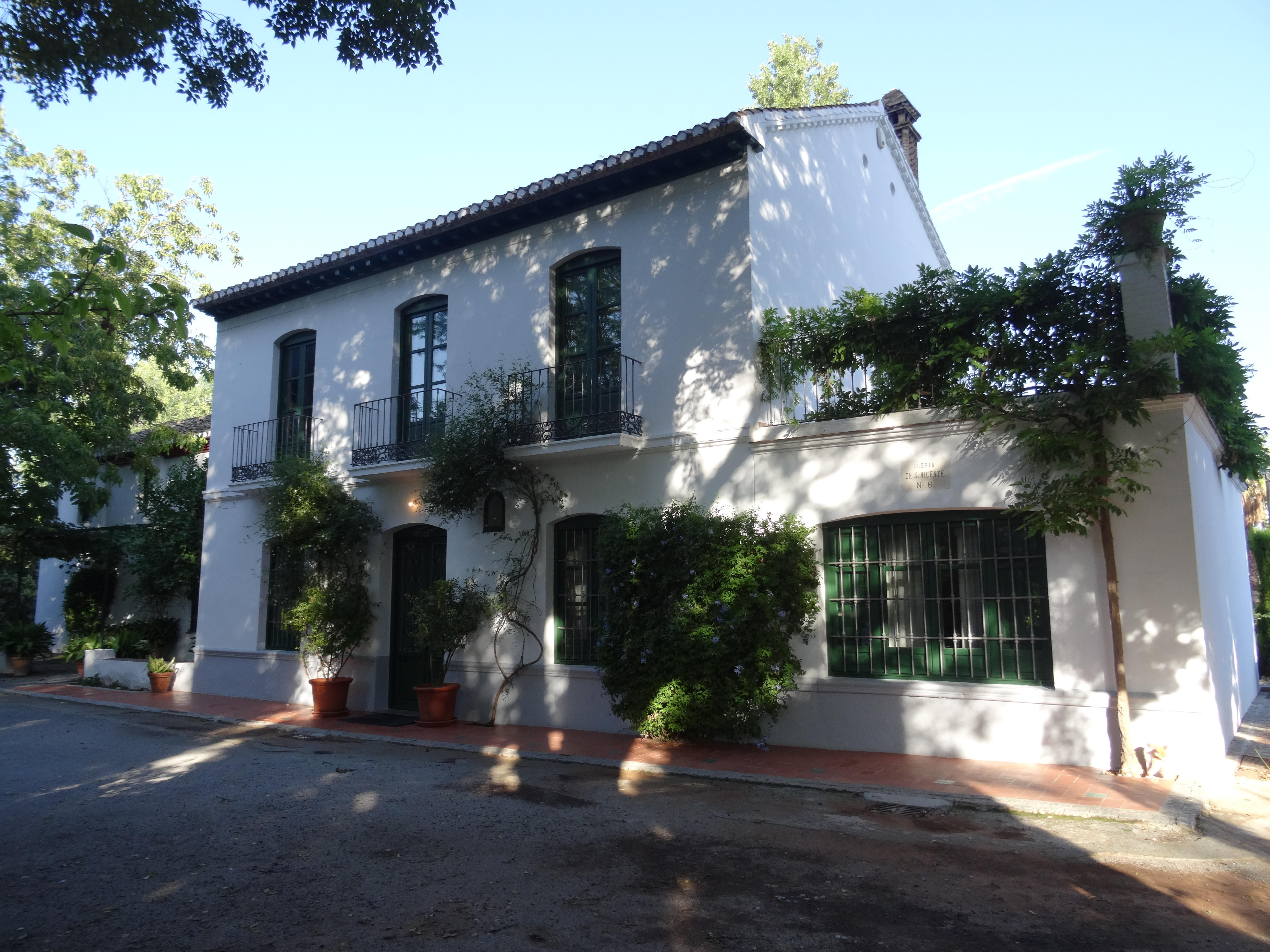
Huerta de San Vicente maison de campagne (résidence d'été) des García Lorca située dans la rue Arabial, parc Federico-García-Lorca (Grenade), aujourd'hui musée : Casa-Museo de Federico García Lorca.

C'est pourtant sans complaisance aucune envers lui-même et le petit garçon qu'il était qu'il interprète sa position sociale de premier-né d'une famille aisée, adulé par sa famille et tout son entourage : en 1928, dans une interview publiée dans La Gaceta Literaria (« La Gazette Littéraire ») d’Ernesto Giménez Caballero, il a en effet résumé ainsi ses premières années à Fuente Vaqueros : « Mon enfance est traversée par l’obsession d’être de ceux qui sont couverts d’argent, ainsi que celle de quelques portraits de cette autre femme qui aurait pu être ma mère, Matilde Palacios [NdT : la première épouse de son père, morte sans enfant]. Mon enfance c’est surtout apprendre les lettres et la musique avec ma mère, être un gosse de riches parmi le peuple, un petit monsieur impérieux. »
C’est d’ailleurs à Fuente Vaqueros que Lorca éprouve pour la première fois le sentiment de l’injustice sociale : dans Mi amiguita rubia (« Ma petite amie blonde »), chapitre de Mi pueblo (à la fois « Mon village » et « Mon peuple », écrit en 1915-1916), Federico se remémore l’histoire d’une famille pauvre de Fuente Vaqueros, et en particulier, de la mère qu’il qualifie de « martyr de la vie et du travail ».
Federico commence l’école à quatre ans avec son maître des premières classes, Antonio Rodríguez Espinosa, à qui l’unira dès lors une amitié qui durera toute sa vie.
Vers l’âge de huit ans, il déménage avec sa famille qui s’installe à Asquerosa, petit village depuis rebaptisé Valderrubio. Comme le dit Jocelyne Aubé-Bourligueux : « de santé fragile, mais habitué à vivre librement en pleine campagne, il est depuis sa naissance très entouré de soins par les femmes de son entourage (sa grand-mère Isabel Rodríguez, ses tantes dont la "tía Isabel", ses nourrices, comme la fameuse Dolores) qui veillent sur lui avec tendresse (...) l’initiant, les unes au solfège, à la guitare, ou aux poèmes de Victor Hugo, les autres à la culture orale des berceuses ou des vers de romances. Il pourra bientôt en faire de petits spectacles, par lui créés à travers son premier vrai jouet : un théâtre de marionnettes miniature ». Les vieux tissus et vêtements conservés dans les malles du grenier serviront à vêtir la troupe des personnages de carton et de chiffon, cousus avec sollicitude sur ses instructions par ses tantes, cousines et nourrices qui l'adoraient, pour les saynètes qu'il imagine et fait jouer, ou encore les messes avec sermons qu'il invente en un rituel larmoyant! Cet amour du théâtre de marionnettes ne le quittera jamais et nourrira son imagination de futur dramaturge. De même que son amour précoce pour la musique, comme l'évoque sa mère Vicenta Lorca qui avait pris conscience très tôt des talents de son fils aîné : « avant même de parler, il fredonnait déjà les chansons populaires et s'enthousiasmait pour la guitare ».
Puis il est d’abord envoyé par sa famille à Almería, pour y entamer des études secondaires, logé chez son instituteur Antonio Rodríguez Espinosa : bref séjour interrompu par une grave maladie de gorge qui le met à l’article de la mort et l’oblige à rentrer d’urgence chez ses parents. En 1909, sa famille s’installe définitivement à Grenade, où il reprend ses études secondaires et deviendra bachelier en 1914.
Il suit ensuite des études de lettres, de philosophie et de droit à l'université de Grenade, surtout « pour faire plaisir à son père, mais c’est vers la musique que va d’abord sa passion, accompagnée du rare talent qui est le sien ». Dès l’âge de dix ans, il avait travaillé le piano et l’harmonie avec son vieux maître don Antonio Segura, disciple de Verdi. Plus tard il « composera brillamment pour sa part, se faisant entendre de ses amis du Rinconcillo, qu’il enchante de ses improvisations à longueur de nuits ». C'est à l'université de Grenade qu'il devient l'ami de Manuel de Falla qui exerce une forte influence sur lui. En 1922, les 13 et 14 juin, il organise en lien avec lui le premier Concurso de Cante Jondo de Granada (es) (Concours de Cante jondo de Grenade).

### Vie à Madrid

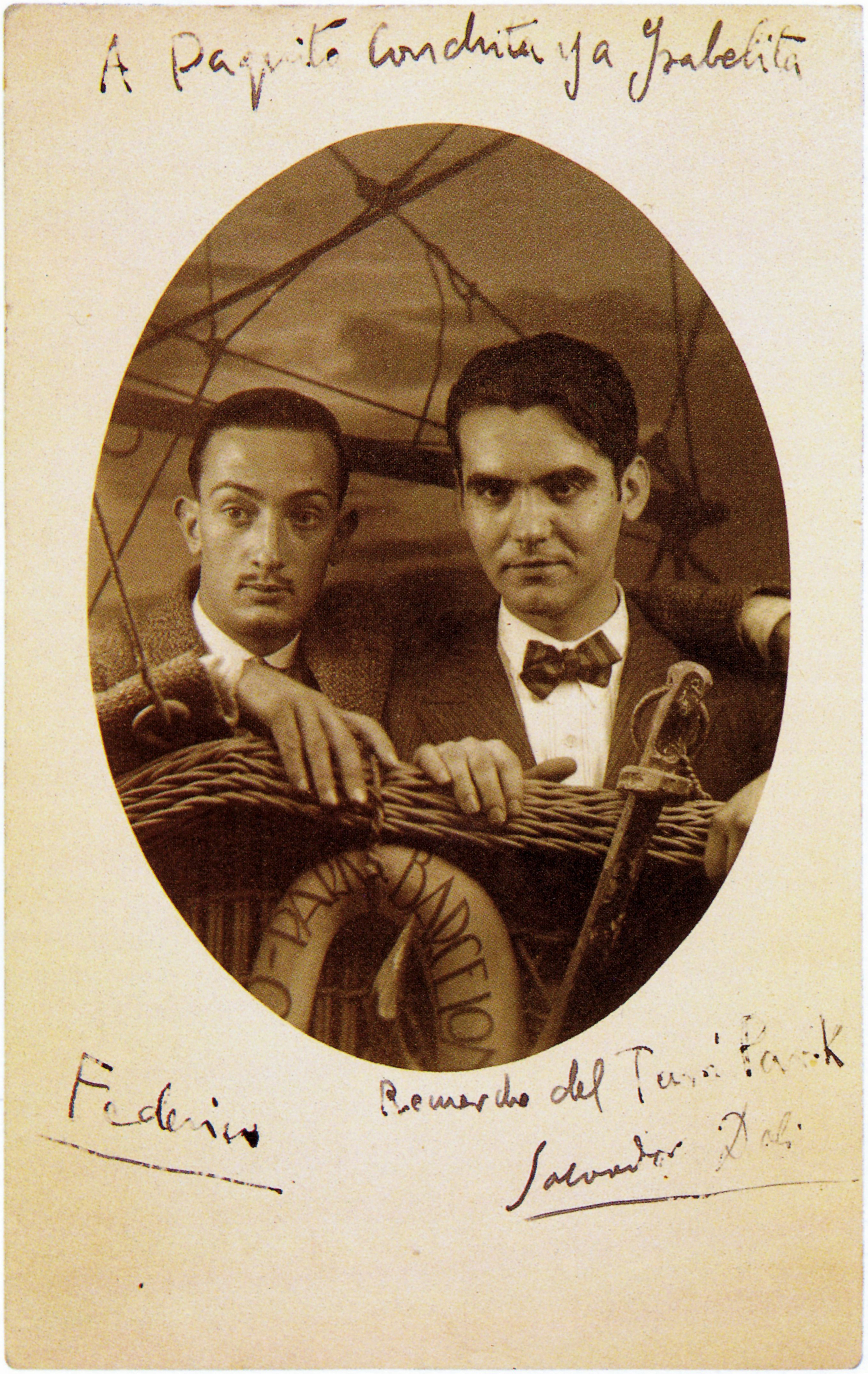
Salvador Dalí et Lorca, 1925.

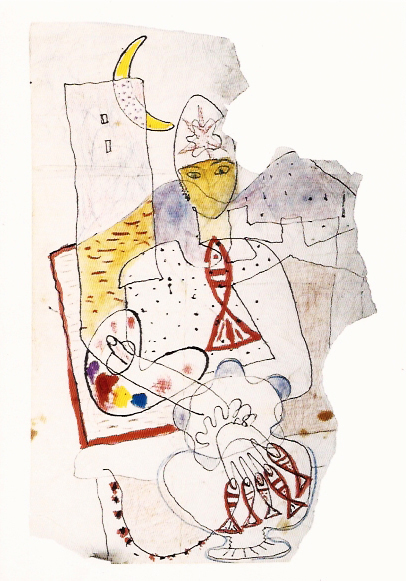
Portrait de Salvador Dalí par García Lorca en 1927 (à l'époque de son poème Oda a Salvador Dalí).

Après plusieurs années passées à Grenade, il décide d'aller vivre à Madrid pour rencontrer le succès.
Il y devient l'ami de Luis Buñuel, Salvador Dalí, Rafael Alberti, José Bergamín, Guillermo de Torre et Sánchez Mejías, parmi ceux qui deviendront des artistes influents en Espagne. Il avait fait aussi la rencontre, décisive pour lui, de ses grands devanciers de la Generación del 98, les poètes Antonio Machado et Miguel de Unamuno, rencontre qu'il raconte dans son premier livre publié en 1918: Impresiones y paisajes (« Impressions et paysages »), dont son ami Ismael de la Serna illustre la couverture et lui fait rencontrer Emilia Llanos, l'une des "muses" du café Alameda. C'est aussi entre 1919 et 1921 qu'il fait la rencontre d'un autre de ses grands prédécesseurs dont il a reconnu sans partage l'influence sur sa pensée et sur son écriture : Juan Ramón Jiménez,, de la génération de 14 et futur Prix Nobel de Littérature 1956. Lui et son épouse, Zenobia Camprubí, feront partie du cercle d'amis qui fréquente la Huerta de San Vicente. Il se liera d'amitié aussi avec des poètes plus jeunes que lui : Gabriel Celaya et Pablo Neruda. D'ailleurs, Lorca sera l'un des représentants les plus éminents de Generación del 27 (Génération de 27), à laquelle appartenaient nombre de ses amis poètes, comme une relève de celle de 98. Il participe également, avec Dalí, Maruja Mallo et Margarita Manso, ses camarades à l'Académie des Beaux-Arts de San Fernando, à l'épisode d'ôter son chapeau en public à la Puerta del Sol, geste alors réservé aux hommes, qui inspirera le mouvement artistique des Las Sinsombrero.
À Madrid, il rencontre aussi Gregorio Martínez Sierra et María de la O Lejárraga, du Teatro Eslava de Madrid, à l'invitation desquels il écrit et met en scène sa première pièce en vers, El maleficio de la mariposa (Le Maléfice du papillon), en 1919-1920. Elle met en scène l'amour impossible entre un cafard et un papillon, avec de nombreux insectes en support. Malgré la présence dans la distribution de la danseuse La Argentinita, la pièce est l'objet de moqueries du public, et s'arrête après quatre représentations. Cela refroidit la passion de Lorca pour le théâtre pour le reste de sa carrière, il se justifie plus tard en 1927 au motif que Mariana Pineda, drame patriotique, était sa première pièce véritable. C'est aussi son premier grand succès au théâtre, peu après son accession à la célébrité avec la publication à Malaga, en 1927, de ses Chansons.
Pendant les quelques années qui suivent il s'implique de plus en plus dans son art et dans l'avant-garde espagnole. Il publie trois autres recueils de poèmes, dont Romancero Gitano (1928), son recueil de poèmes le plus connu.
Cependant, vers la fin des années 1920, Lorca est victime d'une dépression, exacerbée par une angoisse due à la difficulté grandissante de cacher son homosexualité à ses amis et sa famille. Cette disparité entre son succès comme auteur et la souffrance de sa vie privée atteint son paroxysme lors de la collaboration des deux surréalistes, Dalí et Buñuel, pour le film Un chien andalou (1929) que Lorca interprète, comme une allusion, voire une attaque à son encontre. En même temps, sa relation intense, passionnée, mais non réciproque, avec Salvador Dalí s'effondre quand ce dernier rencontre sa future épouse.
Consciente de ces problèmes (mais peut-être pas de leurs causes), la famille de Lorca s'arrange pour lui faire faire un long voyage aux États-Unis d'Amérique en 1929-1930, pour accompagner le diplomate Fernando de los Ríos, le grand ami de la famille. Ce séjour américain, qui l'amène notamment à New York dans le quartier d'Harlem, permet au poète de prendre du recul après sa séparation récente d'avec le sculpteur Emilio Aladrén et d'écrire le chef-d'œuvre Poeta en Nueva York.

### République, guerre civile et mort
Son retour en Espagne en 1930 coïncide avec la chute de la dictature de Miguel Primo de Rivera et la proclamation de la République. En 1931, Lorca est nommé directeur de la société de théâtre étudiante subventionnée, La Barraca, dont la mission est de faire des tournées dans les provinces essentiellement rurales pour présenter et diffuser le grand répertoire classique espagnol au plus grand nombre, et notamment auprès des couches sociales les plus déshéritées qui n'y ont habituellement pas accès, dans le cadre du projet républicain des Missions pédagogiques de Manuel Bartolomé Cossío inspiré de l'Institut libre d'enseignement. 

C'est ainsi que La Barraca monte, sous la direction de Lorca, des pièces de Lope de Vega, Calderón de la Barca, Tirso de Molina et Cervantes. Comme l'écrit Claude Couffon, l'un de ses traducteurs en français, dans sa préface à «Impressions et Paysages» , La Barraca était « un théâtre du peuple, ambulant et gratuit ». Il écrit alors la trilogie rurale de Bodas de sangre (« Noces de sang »), Yerma et La casa de Bernarda Alba (La Maison de Bernarda Alba). En 1933-1934, son théâtre rencontre un grand succès, notamment lors d'une tournée triomphale de « Noces de sang » en Amérique latine d'octobre 1933 à mars 1934. C'est à La Barraca qu'il rencontre le footballeur Rafael Rodríguez Rapún, qui évolue à l'Atlético de Madrid, club dont Federico est supporter, qui devient son compagnon. 

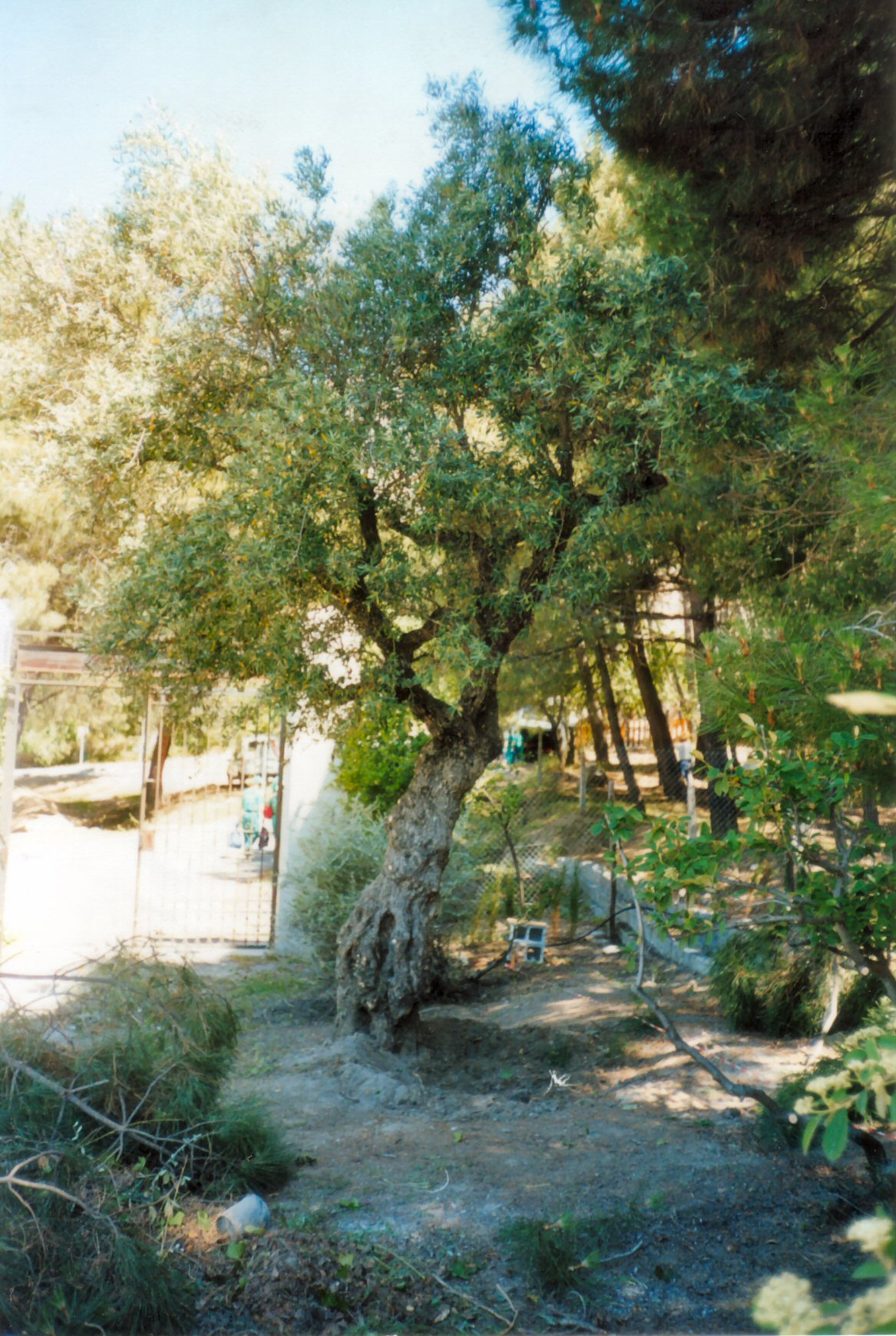
Près du village d'Alfacar, l'olivier où Lorca aurait été fusillé le (photo prise en 1999).

Selon Claude Couffon, « depuis longtemps violemment antifasciste (il a signé dès 1933 un manifeste contre l'Allemagne d'Hitler), García Lorca salue la victoire du Front populaire en 1936 [en France] ». Quand la Guerre civile espagnole éclate en juillet 1936, il quitte Madrid pour Grenade, malgré les risques qu'il court dans une ville réputée pour avoir l'oligarchie la plus conservatrice d'Andalousie. Un soulèvement franquiste éclate justement à Grenade où il vient d'arriver. Ses idées et son personnage étaient connus de tous, et « bien que n'ayant jamais participé à la moindre action politique [au sens strict du terme], il est arrêté chez le poète Luis Rosales, où il a cherché un refuge clandestin » (Robert Maillard). Rosales était phalangiste, mais cette protection est insuffisante : Ramón Ruiz Alonso, député de la CEDA, vient arrêter Lorca près d'un mois après le soulèvement. « Arrêté le 16 août, il est fusillé le 19 tout près de la Fuente Grande [lieu-dit "la Grande Fontaine"], que les Maures appelaient [joliment et en prémonition...] la "Source aux Larmes" » (Claude Couffon).
La date et le lieu exacts de sa mort ont fait l'objet d'une longue polémique, mais il semble définitivement établi que Federico García Lorca a été fusillé à 4h45 du matin le 19 août, sur le chemin qui va de Víznar à Alfacar par des rebelles anti-républicains. Son corps serait toujours enterré dans une fosse commune anonyme, quelque part dans la zone, aux côtés du cadavre du maître d'école Dióscoro Galindo, et ceux des anarchistes de la CNT, les toreros Francisco Galadí et Joaquín Arcollas Cabezas, exécutés en même temps que lui.
Le régime de Franco décide l'interdiction totale de ses œuvres jusqu'en 1953, quand Obras completas est publié dans une version très censurée.

### Hommages

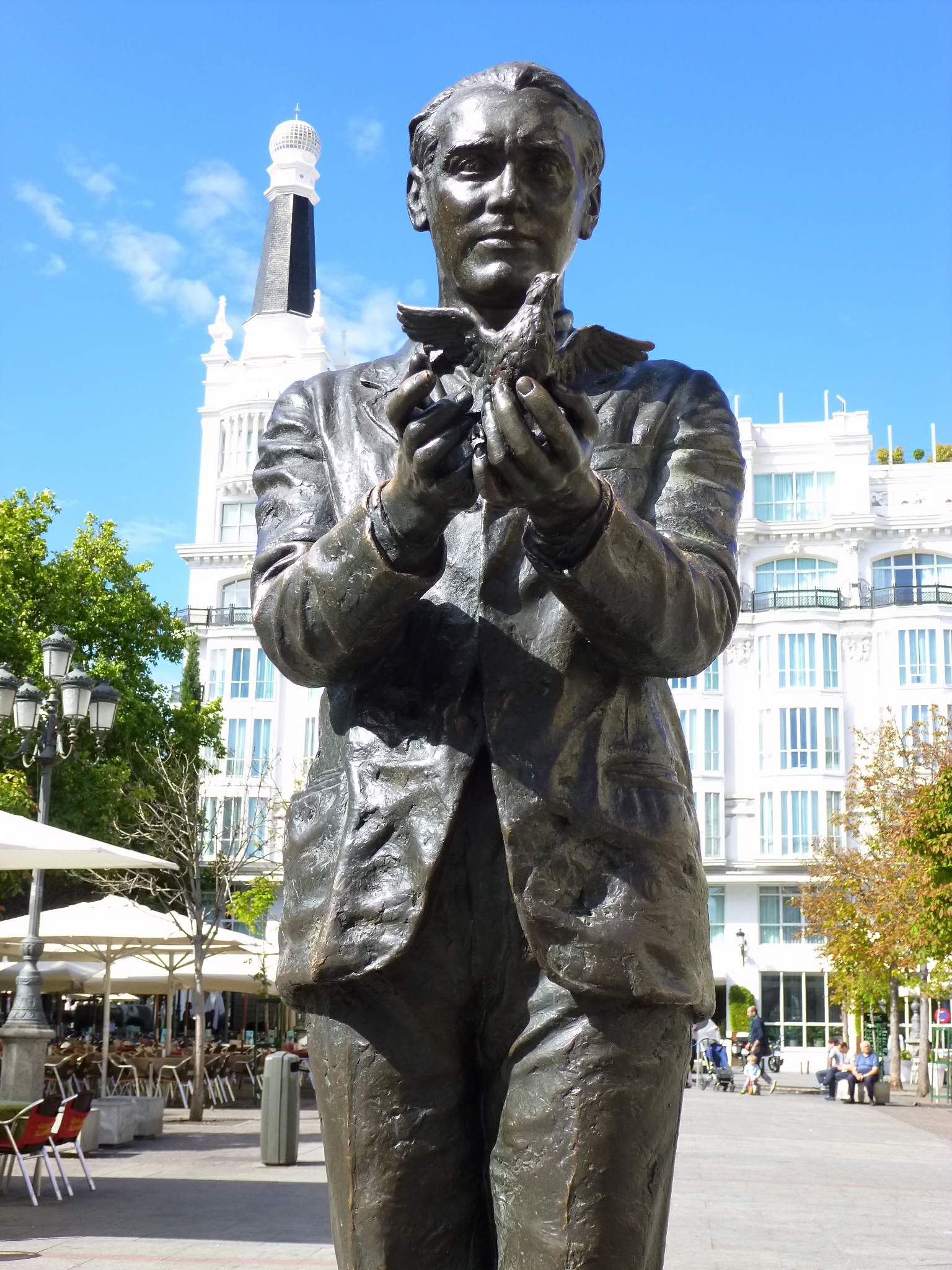
Monument à Federico García Lorca sur la place Sainte-Anne de Madrid.

L'un des premiers hommages à García Lorca est l'œuvre pour orchestre de chambre de Silvestre Revueltas, compositeur mexicain, intitulée Homenaje a Federico García Lorca (« Hommage à Federico García Lorca », 1936). L'œuvre fut jouée au Palais des beaux-arts de Mexico.
En 1956, on érige le premier monument à García Lorca. C'est bien sûr loin de l'Espagne de Franco, dans la ville de Salto, en Uruguay, grâce à l'initiative de son ami américain, l'écrivain Enrique Amorim. Sur la rive du fleuve Uruguay, un mur porte le poème d'Antonio Machado qui regrette la mort de García Lorca à Grenade.
Ce n'est qu'avec la mort de Franco en 1975 que la vie et la mort de Lorca peuvent être évoqués librement en Espagne. Le Monument à Federico García Lorca, statue de bronze de Julio López Hernández, est érigé sur la place madrilène de Sainte-Anne face au Teatro Español- l'œuvre est devenue un haut lieu du tourisme à Madrid-, et un parc porte son nom à Séville, le parc Federico García Lorca. L'aéroport Federico-García-Lorca dessert les villes de Grenade et de Jaén.
En France, le jardin Federico-García-Lorca, sur les quais de la Seine (bas du quai de l'Hôtel-de-Ville) à Paris, dans le quartier du Marais, ou la médiathèque Federico García Lorca à Montpellier ainsi qu'aux États-Unis une plaque sur le Castro Rainbow Honor Walk, à San Francisco, dans le quartier du Castro lui rendent aussi hommage.
De même, la chanson Take this waltz extraite de l'album I'm Your Man de Leonard Cohen en 1988, adaptée par Cohen à partir d'un texte de García Lorca, est considérée comme un hommage du poète et chanteur canadien au grand poète martyr andalou ; d'ailleurs, une des filles de Leonard Cohen porte le prénom inhabituel de « Lorca » (voir la section Ses compagnes de l'article consacré au chanteur) : Lorca Cohen, née en 1974.
L'écrivaine néerlandaise Annemarie Prins écrit la pièce Een zaak Lorca is ons niet bekend en 1965, pièce qui traite de la mort du poète.
Jean Picart Le Doux a créé en sa mémoire la tapisserie titrée Hommage à Garcia Lorca présentant un front de taureau et trois étoiles sur fond rouge avec les mots « a las cinco de la tarde » (« à cinq heures de l'après-midi/du soir »), répétés trois fois. L'œuvre, tissée — à Aubusson ? — par le licier René Baudonnet, non datée mais référencée au dos 44/6/6, a figuré dans la vente mobilière aux enchères publiques par l'étude Tajan à Paris le 19/05/1999 (numéro 184 du cat. - reprod. coul.).
Léo Ferré, au sujet de Franco dans sa chanson Franco la muerte, écrite en 1964, chantera : « T'es pas Lorca, mais sa rature ! ».
Jean Ferrat lui rend hommage en décembre 1960 dans sa chanson "Federico García Lorca", pour laquelle Claude-Henri Vic compose la musique, et c'est inhabituel, tandis que Ferrat signe le texte (ce qui en indique l'importance pour lui). De même, Ferrat met en musique en 1967 le poème d'Aragon Un jour, un jour dont les deux premiers quatrains se présentent aussi comme un hommage à Lorca (extrait du recueil Le Fou d'Elsa) :

« Tout ce que l'homme fut de grand et de sublime / Sa protestation ses chants et ses héros / Au-dessus de ce corps et contre ses bourreaux / A Grenade aujourd'hui surgit devant le crime
Et cette bouche absente et Lorca qui s'est tu / Emplissant tout à coup l'univers de silence / Contre les violents tourne la violence / Dieu le fracas que fait un poète qu'on tue
[Refrain] : Un jour pourtant un jour viendra couleur d'orange / Un jour de palme un jour de feuillages au front / Un jour d'épaule nue où les gens s'aimeront / Un jour comme un oiseau sur la plus haute branche »

En 1977, Louis Le Brocquy réalisa son portrait (Paris, galerie Jeanne Bucher en 1979).
L'écrivain chilien Pablo Neruda lui rend également hommage dans son poème J'explique certaines choses, publié dans le recueil España en el corazón.
À Grenade, la Huerta de San Vicente, dans le parc Federico García Lorca, est devenue une maison-musée, grâce au legs d'Isabel García Lorca. Le domaine est géré par sa nièce Laura García Lorca.
De nombreux hommages sont dédiés à la figure et à l'œuvre de Federico García Lorca. Pour le 87e anniversaire de sa mort, le journal numérique La gaRceta de la Ribera a invité tous ceux qui le souhaitaient à participer à l'hommage en récitant ou en chantant l'un de ses poèmes, et le résultat est LorcaS.
L'astéroïde (212991) Garcíalorca est nommé en son honneur.
Depuis 2004, la ville de Grenade décerne le Prix international de poésie Federico García Lorca.

### Recherche de sa dépouille
La recherche de la dépouille du poète a été une obsession pour Agustín Penón, l'un des spécialistes de son assassinat.
La fosse dans laquelle reposerait le poète est située non loin de Fuente Grande, localité de la commune d'Alfacar.
En 2008, la justice espagnole accepte qu'elle soit ouverte dans l’intimité, en présence de la seule famille. Toutefois, de nombreuses controverses existent sur la présence de la dépouille du poète dans cette fosse commune. En effet, des recherches, effectuées pendant plusieurs semaines, en vue d'une exhumation, sont abandonnées le 18 décembre 2009. Une autre équipe délimite en 2015 une zone de 10 mètres sur 28 qui pourrait contenir la dépouille de Lorca et de trois autres hommes fusillés avec lui, mais attend le visa des autorités andalouses pour procéder à l'exhumation. On ignore si le poète a effectivement été assassiné dans le champ d'Alfacar ou s'il a été transféré dans un lieu inconnu.

## Flamenco lyrique

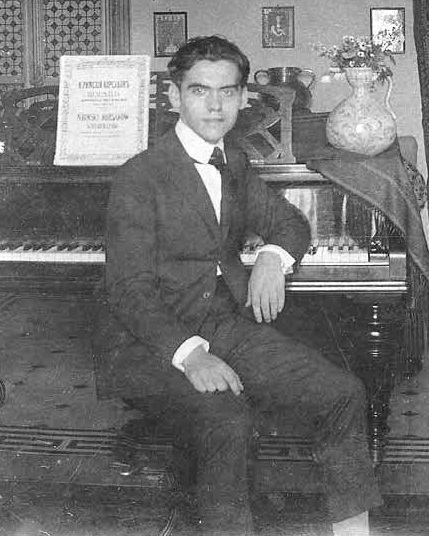
Federico García Lorca au piano, en 1919, à Grenade. (Collection Fundación Federico García Lorca).

Le poète, pianiste et compositeur puisa une grande partie de son inspiration dans la tradition folklorique andalouse.
García Lorca rencontra très jeune Manuel de Falla à Grenade et développa une amitié profonde avec le compositeur du ballet Le Tricorne. Ils firent tous deux partie de Génération de 27, un mouvement littéraire qui revendiquait l'usage des traditions espagnoles savantes et populaires projetées dans un horizon moderniste flirtant avec l'avant-garde. À Madrid, García Lorca fit la connaissance de Luis Buñuel et Salvador Dalí, dont il devint très proche, et qui lui jouèrent un mauvais tour en s'inspirant de son intimité pour leur premier film , Un chien andalou dont le titre le visait ironiquement selon lui,,.
À côté de ces personnalités, il tenta de trouver sa voie par la poésie, avec son retentissant Romancero gitano, mais aussi par la musique. Dès l'âge de dix ans, « l'Andalou professionnel », comme le surnommait perfidement Jorge Luis Borges, composa des petits airs, mais ses parents s'opposèrent à ce qu'il poursuive des études musicales. Ainsi bifurqua-t-il vers les lettres.
Or, il continuera à écrire toute sa vie des mélodies, de nombreuses chansons, souvent dans un registre flamenco. « Nana de Sevilla » chantée par Victoria de los Ángeles, « Las Morillas de Jaen » par Ginesa Ortega, « Los Pelegrinitos » par Teresa Berganza, trois mélodies éblouissantes de García Lorca parmi d'autres, qui associent l'expressivité populaire du flamenco avec un lyrisme intense propre à son univers.

### Tradition folklorique du flamenco
C'est bien dans la tradition folklorique du flamenco que le poète, pianiste et compositeur puise l'essentiel de sa matière. Il avait organisé avec Manuel de Falla en 1922 El Concurso del Cante Jondo (Concours du chant profond) pour célébrer ce chant flamenco primitif dont l'interprétation archétypale suscite le trouble : est-ce une véritable douleur qu'éprouve le chanteur ? Arrangeur doué de cette tradition andalouse, García Lorca sera emporté par la guerre d'Espagne. Fervent républicain, il fut exécuté par les troupes franquistes près de Grenade, sur sa terre natale si chérie, dans la nuit du 18 août 1936.
La souffrance tragique du cante jondo était bien réelle cette fois-ci.

## Œuvres

### Poésie

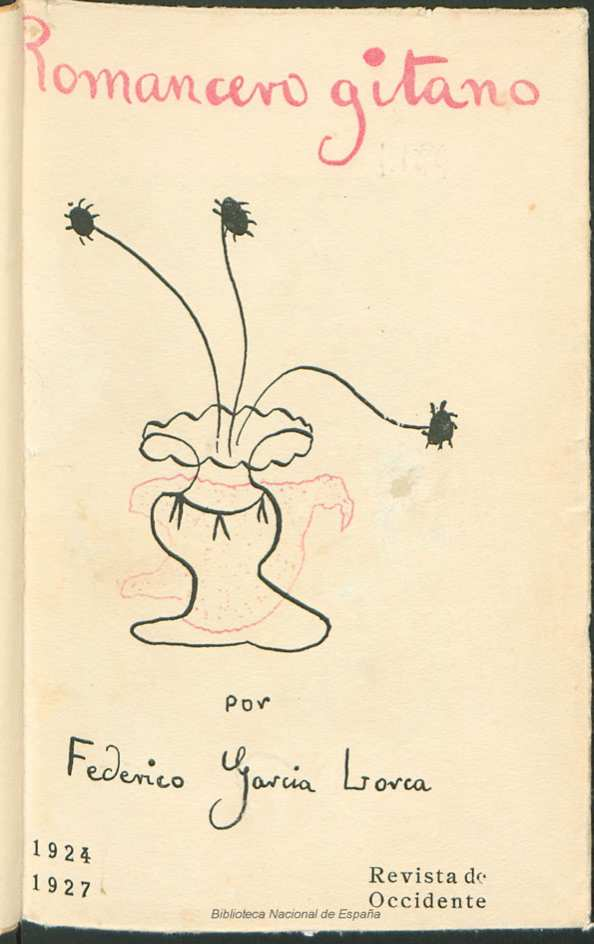
Romancero gitano, 1928.

- Impresiones y paisajes (« Impressions et paysages », 1918) : prose.
- Libro de poemas (« Livre de poèmes », 1921)[59].
- Poema del cante jondo (« Poème du cante jondo », 1921)[60].
- Primeras canciones (« Premières chansons », 1922, publiées en 1936)[61].
- Canciones (« Chansons », 1921-1924, publiées en 1927)[62].
- Oda a Salvador Dalí (« Ode à Salvador Dalí »), 1926)[63].
- Romancero gitano (« Romancero gitan », 1928)[64].
- Poeta en Nueva York (« Poète à New York », écrit autour de 1930, publié en 1940)[65].
- Llanto por Ignacio Sánchez Mejías (Chant funèbre pour Ignacio Sánchez Mejías) publié en espagnol en 1935[66], traduit en français par R. Simon en 1945, réédition Actes Sud, 1992,  (ISBN 2868698646). Ce poème a rendu célèbre le vers A las cinco de la tarde ; le poème figure parmi les plus connus de la poésie contemporaine[67].
- Seis poemas galegos (« Six poèmes galiciens », 1935, édition bibliophilique avec gravures de José San Martin, Azul éditions 2001)[68].
- Diván del Tamarit (« Divan du Tamarit », 1936)[69]
- Sonetos del amor oscuro (« Sonnets de l’amour obscur »), écrits entre 1935 et 1936, mais ce recueil est resté inachevé et inédit jusqu'en 1984[70], et qui auraient été inspirés par Juan Ramírez de Lucas, son compagnon[71].
- Sonnetto del dolce pianto (« Sonnet de la douce plainte »).
- La sangre derramada (Le sang répandu, Hommage a son ami le matador Ignacio Sánchez Mejías, mort durant une corrida, écrit en 1935).
- Granada (Elegía humilde) (« Grenade, humble élégie »)[72].
- Tierra y Luna (« Terre et Lune »)[73].

#### Poème «Vuelta de paseo»

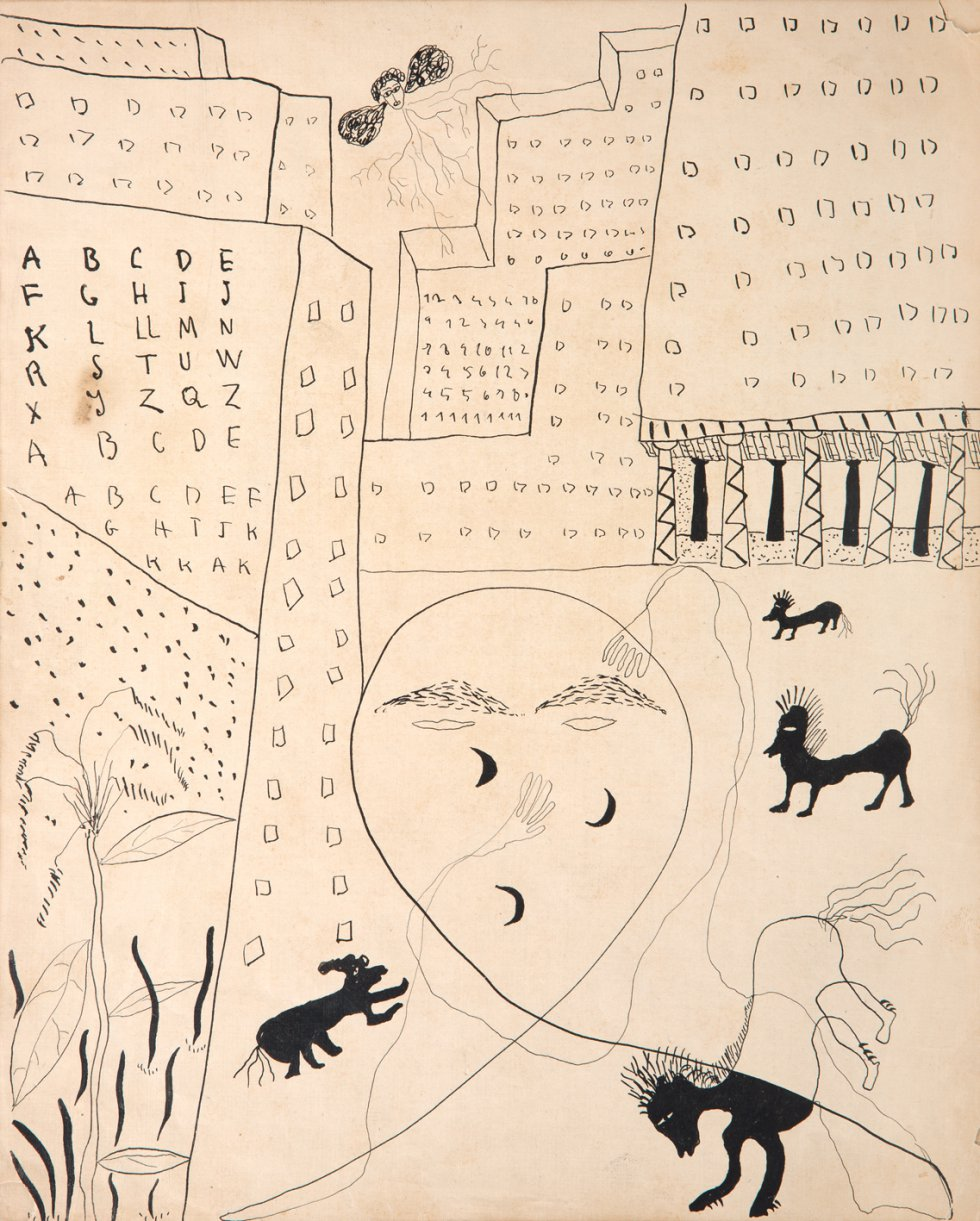
Autoportrait de García Lorca à New-York, au moment de l'écriture de son recueil Poeta en Nueva York.

Vuelta de Paseo (« Retour de promenade ») est composé en 1929 puis publié en 1930.
Ce court poème, paru dans le recueil Poeta en Nueva York, en tête du Chapitre "Poemas de la soledad en la Universidad Columbia" (« Poèmes de la solitude à l'Université Columbia ») témoigne d'une facette particulière de la personnalité de Lorca. Ses promenades nocturnes dans une ville en pleine métamorphose lui ont fait ressentir un dégoût profond pour l'oppression, l'angoisse venue du ciel (avec l'édification des gratte-ciels dans la New York florissante des années 1930 aux États-Unis).
Les couleurs de son Andalousie natale, qui constituaient un motif récurrent dans le style versifié des poèmes du "Romancero Gitano" et du "Cante Jondo", disparaissent ici pour laisser place au gris de la mégalopole, coloris unique qui semble envahir les rues et les esprits. En guise de contre-attaque, Lorca opte pour des vers rythmés, presque chantants, qui se défont des contraintes classiques inhérentes à la pratique des alexandrins dans toutes ses œuvres de jeunesse.
Pour finir, même la Nature ("los animalitos de cabeza rota") est détruite et devient inerte comme les matériaux de construction de la cité.
Le poète n'envie en rien les pauvres habitants de la mégalopole, qui semble avoir été recouverte du voile permanent de l'hiver ("el árbol de muñones", "el cristal" -images métaphoriques renvoyant à cette déshumanisation du milieu urbain, à cet affront permanent du citadin face à sa mère, la nature-)
Son complexe lié à la grandeur de la ville sera assimilé par certains critiques à une forme coextensive d'agoraphobie. L'oxymore "Assassiné par le ciel", en vers 1, puis répétée au vers final avec une ponctuation exclamative, détermine aussi ce sentiment violent de l'artiste face à tout ce qui s'oppose à la poésie.
Enfin, ce poème symbolise sa ferme opposition au modernisme, à cette quasi-sécularisation qui semble s'emparer d'un monde que le jeune homme (F.G. Lorca n'a alors que 31 ans) trouve industriel, nuisible à l'Homme, en bref trop creux.
Le vers "Asesinado por el cielo", répété en début et en fin de strophe, rappelle aussi une fresque socio-politique récurrente dans ce recueil de voyage : les immeubles, la ville, tuent la poésie que peut fournir la Nature.
"Dejare crecer mis cabellos" : ce vers montre que le fléau de la folie et de la vieillesse menace les êtres mortels qui évoluent dans cet environnement disproportionné. Le lectorat pourra par la suite faire de ce vers la métaphore de l'incompréhension et du rejet qui conduisent à la pauvreté, avec un délaissement total des préoccupations corporelles.
Car, comme l'écrira l'auteur dans la préface du recueil, "C'est dans son imperfection surréaliste, atypique, que la Nature puise sa poésie. L'exactitude, la rigueur démesurée de la ville font disparaître le sens." (Préface, Poeta en Nueva York, 1930)
Ce poème est donc largement caractéristique de tout le recueil, car il reflète des thématiques variées, comme le vertige du poète aux prises avec la ville, l'homosexualité, ou encore le vieillissement inexorable de l'Homme. Il ouvre d'ailleurs le premier chapitre du recueil, et il est possible de faire de cette œuvre complexe le manifeste d'un surréalisme engagé qui signale son dégoût face au déclin de la vie citadine, et à l'écrasement du paysage par l'industrie...

### Prose
- Mi pueblo (« Mon village », écrit en 1915-1916), « écrits de jeunesse autobiographiques révélant la sensibilité du poète à dix-huit ans, ils éclairent ses œuvres postérieures et peignent sa vie de famille, celle des paysans de son village natal de Fuente Vaqueros (près de Grenade), leurs mœurs, leur misère. Suit un conte au ton sarcastique et plein d'humour ; et enfin le texte de sa conférence sur les berceuses espagnoles [voir ci-dessous la section : Conférences-essais, "écrits théoriques"] » (quatrième de couverture de l'édition bilingue[75]).
- « Impressions et paysages », un livre de voyages en prose, est le premier livre publié par García Lorca, en 1918, avec une illustration de son ami Ismael de la Serna.Impresiones y paisajes (« Impressions et paysages »), 1918[76]. Écrit à dix-neuf ans, quand le poète était étudiant à l'université de Grenade, ce livre fut publié à ses frais et longtemps oublié. Il est la relation d'un voyage que fit le jeune homme avec quelques compagnons d'études à travers les terres de la vieille Castille et de León. « Œuvre juvénile, Impressions et paysages révèle déjà, en sa forme encore hésitante, les prodigieuses ressources d'un tempérament exceptionnel » [quatrième de couverture de l'édition française en 1958[77], traduction d'André Belamich et de Claude Couffon, rééditée en 2009[78]]. Mêlées à des réflexions sur l'art, la religion, la musique (et ses premiers succès en tant que pianiste et compositeur), le chant grégorien, les jardins, les ruines, le crépuscule (etc.), on y partage ses rencontres décisives (Machado, Unamuno), on y découvre surtout des variations sur deux grands thèmes qui resteront toujours chers à Lorca : l'obsession de la mort au sein du vivant même et le mystère de la vie dans la mort, ainsi que l'amour de la ville natale, Grenade. Il semble que ce texte ait été repris, en collection de poche « Poésie/Gallimard », dans un recueil de ses écrits de jeunesse, à la suite de "Livre de poèmes" et de "Mon village"[79], puis plus tard dans la collection « L'Imaginaire Gallimard[29] ».

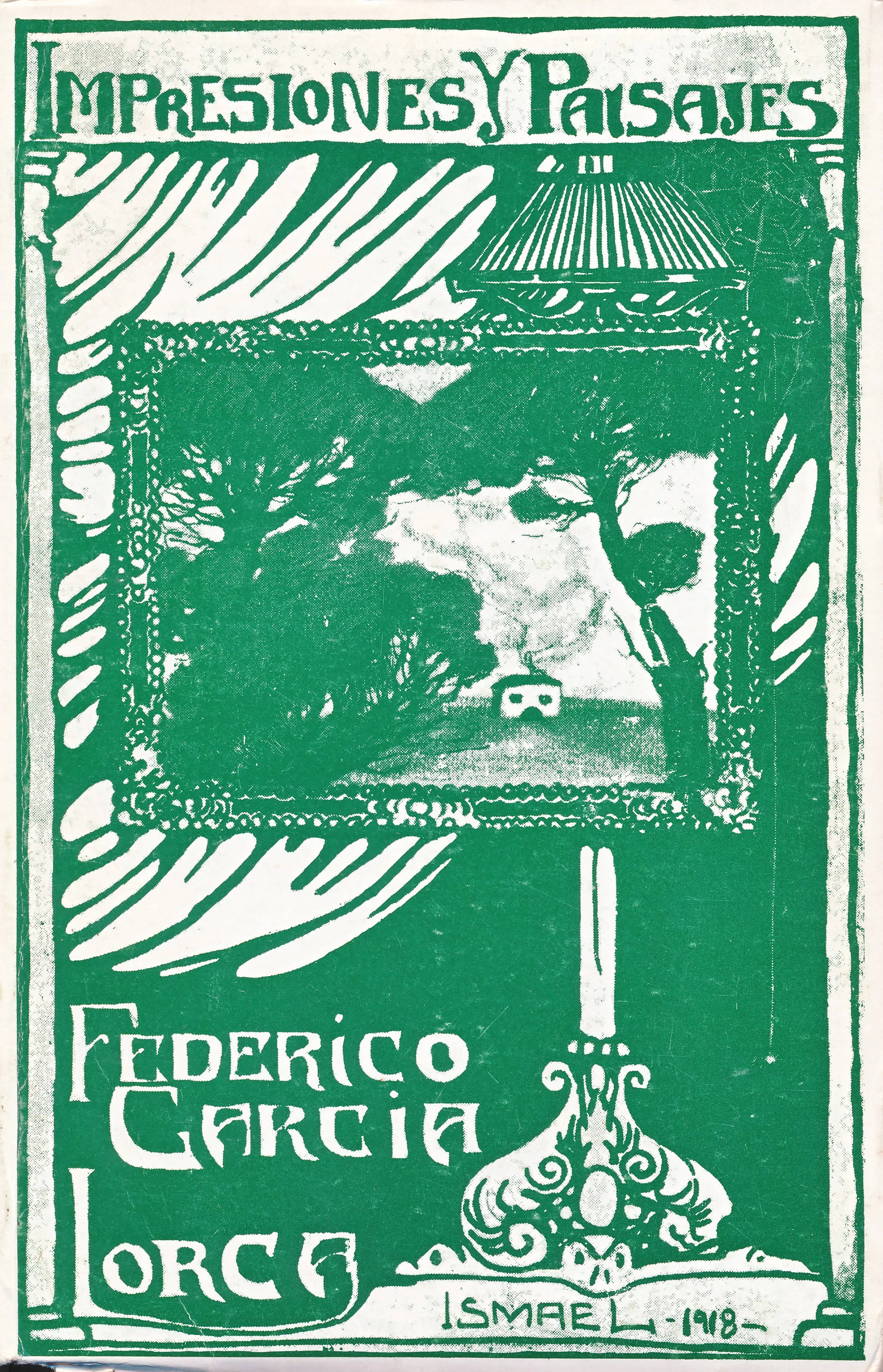
« Impressions et paysages », un livre de voyages en prose, est le premier livre publié par García Lorca, en 1918, avec une illustration de son ami Ismael de la Serna.

- « Proses surréalistes », contemporaines des derniers poèmes du Romancero gitan (1927-1928), ces textes oscillent entre le burlesque et l'horreur, et expriment une métaphorisation du réel proche du délire obsessionnel volontairement et poétiquement cultivé. Elles ont été publiées en français à la suite des précédentes, dans le même ouvrage[78].
- « Cinq textes sur Grenade » (conférences et articles) où, loin des clichés touristiques et patrimoniaux, le poète tente d'exprimer l'âme de sa ville natale : « dédaignant le pittoresque et l'anecdote, le poète va droit à l'essentiel, à ce fond de quiétude jalousement défendue qui caractérise sa ville natale. Or il se confond tellement avec elle que c'est en lui-même qu'il en découvrira le secret (quatrième de couverture) ». Ils ont été publiés en français à la suite des précédentes, dans le même ouvrage[78].

### Théâtre

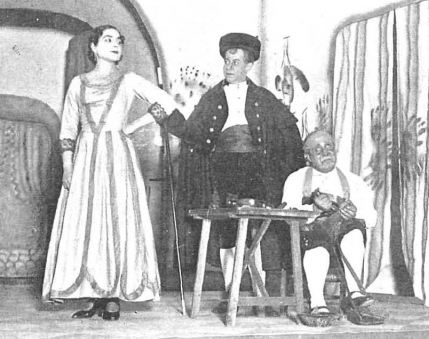
La zapatera prodigiosa, 1931.

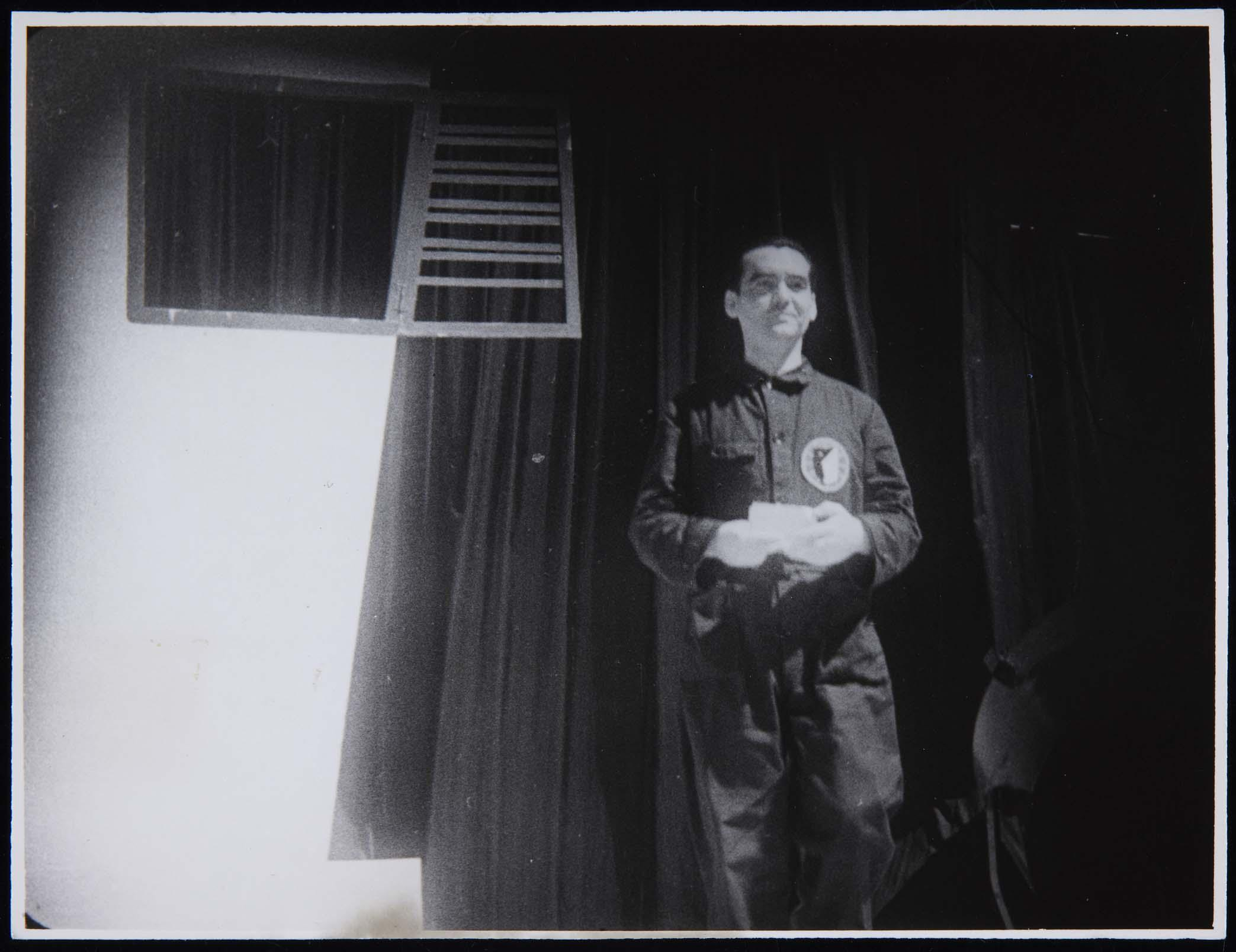
Federico García Lorca lisant un de ses textes avant la représentation, par sa compagnie de théâtre La Barraca, de « La guarda cuidadosa » de Miguel de Cervantes à Almazán (Province de Soria), en juillet 1932. Il porte le costume ou « bleu de travail » des membres de La Barraca, avec en insigne le logo de sa Compagnie, dessiné par le peintre Benjamín Palencia. Collection du Museo Nacional Centro de Arte Reina Sofía, à Madrid.

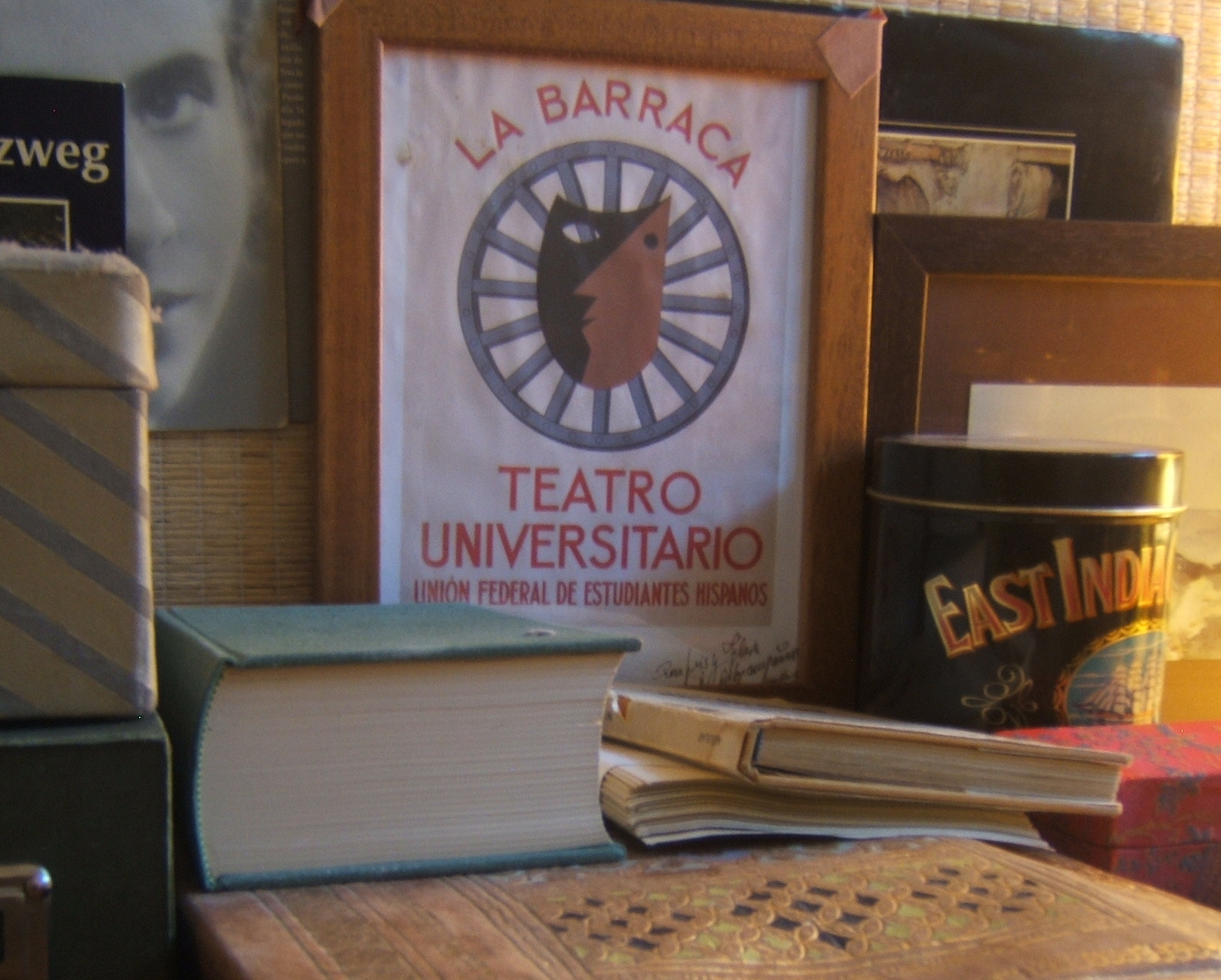
"Nature morte" (reconstitution : Wikiproyecto Teatro 2014) en hommage à la compagnie itinérante de théâtre universitaire de García Lorca : La Barraca (« La Baraque » ou « Le Stand », active entre 1931 et 1934) avec son affiche et son logo.

- El maleficio de la mariposa (Le Maléfice du papillon : écrit en 1919-1920, création en 1920 au Teatro Eslava, invité par Gregorio Martínez et María de la O, avec la danseuse La Argentinita ;
- Mariana Pineda (écrit en 1923-1925, création en 1927 avec Margarita Xirgu dans le rôle principal, inspiré par le destin tragique de l'héroïne de même nom)
- La zapatera prodigiosa (La Savetière prodigieuse, œuvre inspirée de la vie d' Agustina González López[80]) : écrit en 1926-1930, création en 1930)
- Amor de Don Perlimplín con Belisa en su jardín (Les Amours de Don Perlimplín avec Belise en son jardin : écrit en 1928, création en 1933)
- Bodas de sangre (Noces de sang : écrit en 1932, création en 1933)[81].
- Yerma (écrit en 1934, création en 1934, avec Margarita Xirgu)[82].
- Doña Rosita la soltera (Mademoiselle Rose ou le Langage des fleurs) : écrit en 1935, création en 1935)[83].
- Retablillo de Don Cristóbal (Le Jeu de Don Cristóbal : écrit en 1931, création en 1935).
- Los títeres de Cachiporra (Le Guignol au gourdin : écrit en 1928, création en 1937).
- Así que pasen cinco años (Lorsque cinq ans seront passés : écrit en 1931, création en 1945).
- La casa de Bernarda Alba (La Maison de Bernarda Alba), sous-titrée : Drama de mujeres en los pueblos de España (« Drame de femmes dans les villages d'Espagne ») : écrit en 1936, création en 1945[84].
- El público (Le Public) : écrit en 1930-1936, création en 1972).
- Le Songe de la vie (écrit en 1936, création en 1986).

### Musique
- Las morillas de Jaén
- Les Berceuses / Las nanas infantiles;  (ISBN 978-2-916694-26-9) éditions Marguerite Waknine 2010.
- Doce canciones para guitarra : celles-ci ont été enregistrées en duo par Paco de Lucía et Ricardo Modrego, en 1965, chez Philips (843 118 PY)[85] ; réédition en CD : 1995[86].

### Courtes pièces de théâtre
- El paseo de Buster Keaton (« La balade de Buster Keaton », 1928)
- La doncella, el marinero y el estudiante (« La demoiselle, le marin et l'étudiant », 1928)

### Conférences-essais, «écrits théoriques»

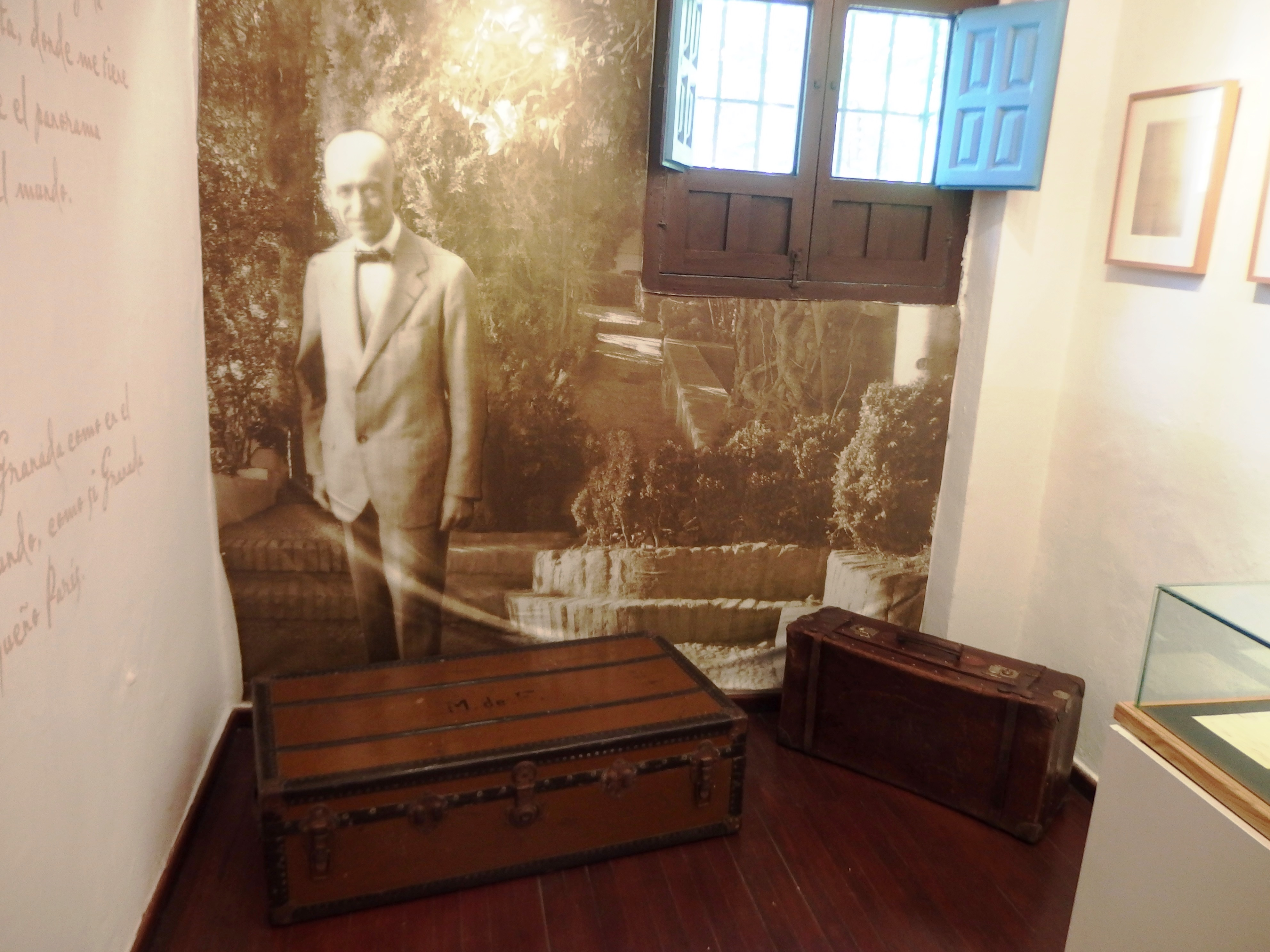
Portrait de Manuel de Falla, ami de Lorca et comme lui passionné par le Flamenco, dans sa maison-musée de Grenade, (Paseo de los Mártires, 11, 18009 Granada).

- 1922 (19 février) : conférence prononcée à Grenade en prélude au premier concours de chant flamenco (ou Cante Jondo), organisé par Manuel de Falla et García Lorca les 13 et 14 juin 1922 à Grenade. Elle était intitulée : Importancia histórica y artística del primitivo canto andaluz, llamado "Cante Jondo" [Importance historique et artistique du chant andalou primitif, appelé Cante Jondo / Chant Profond][87]. Pour la même occasion, et conjointement à cette conférence qualifiée par le collectif du Centre Roland-Barthes de « magistrale » dans son évocation de Georges Bataille spectateur du Cante Jondo[88], Manuel de Falla écrivit et publia un texte programmatique et musicologique[88] sur la musique flamenca et le Cante Jondo[58] qui fut, on le sait, une influence majeure de son œuvre comme de celle de Lorca son ami.
- 1926 (conférence prononcée à Grenade en 1927) : La imagen poética de don Luis de Góngora [« L'image poétique de don Luis de Góngora »] , traduit par Jean Viet : « L'art poétique chez Don Luis Gongora[89]. On pourra voir ce livre en ligne ici : « 3 Conférences de Federico Garcia Lorca », sur AbeBooks (consulté le 17 avril 2019) ». On trouvera le texte original de cette conférence sur Wikisource en espagnol[90].
- 1930 (à La Havane), 1933 (à Buenos Aires), 1934 (à Montevideo), conférence prononcée à plusieurs reprises en Amérique Latine, et intitulée : Juego y teoría del duende [« Jeu et théorie du duende », que Jean Viet traduit : « Théorie et jeu du démon[89] »]. On peut en trouver en ligne différentes versions du texte intégral ici[91], tant en version originale (avec des variantes, car elle a été prononcée plusieurs fois), que traduite en français par Claude Boisnard, avec notes explicatives des allusions culturelles de García Lorca ici[92]. On trouve aussi cette conférence en livre, d'abord en français traduite par Jean Viet (op. cit., difficile à se procurer), mais aussi en version bilingue espagnol/français, traduction de Line Amselem, aux Éditions Allia, Paris, mai 2008, dont on peut lire en ligne des extraits[93]. On en trouve une autre traduction en français : « Jeu et théorie du Duende de Federico Garcia Lorca », précédée par un essai : « Le Duende. Jouer sa vie, de l'impossible du sujet au sujet de l'impossible », les deux par le psychanalyste et anthropologue Ignacio Gárate Martínez, préface de Xavier Audouard et Nadine Ly, et publiée aux éditions La Versanne, Les Belles Lettres, série Encre Marine, 2005,  (ISBN 290942295X et 978-2909422954), 64 pages. Enfin, on trouvera de nombreuses citations extraites de cette conférence et commentées dans l'article consacré au Duende.
- Février 1934 : à Buenos Aires, conférence Granada y sus canciones [« Grenade et ses chansons »], sans doute le même texte que Como canta una ciudad de noviembre a noviembre [« Comment chante une ville de novembre à novembre »][94].
- 15 mars 1934 : à Buenos Aires, allocution sur Lope de Vega et sur l'interprétation qu'en a proposée la Compagnie Eva Franco dans La Dama boba [« La Dame niaise », pièce de Lope de Vega][95].
- 1935 : Charla sobre teatro [« Bavardage (ou conversation ou causerie) sur le théâtre »][96]. On trouvera une traduction en français de cette conférence sous le titre « Speech sur le théâtre », avec une autre conférence et trois pièces de théâtre de Lorca, dans un livre publié par L'Arche (éditeur) en 2007, traduction et postface de Luis del Águila[97]. On en trouvera le texte original sur Wikisource en espagnol[98].
- 1936 : Conversaciones literarias - Al habla con Federico García Lorca [« Causeries littéraires - En conversation avec F. G. Lorca »][99].
- Las Nanas infantiles [« Berceuses enfantines »], conférence dont on pourra lire une traduction en français sous le titre « Les Berceuses[100] », et une autre par Jean Viet sous le titre « Berceuses espagnoles » dans l'ouvrage déjà cité[89]. On trouvera aussi le texte original sur Wikisource en espagnol[101]. On se souvient que Lorca a lui-même composé des berceuses sous le même titre : Nanas infantiles, et des Canciones para guitarra, dont certaines ont été enregistrées par Paco de Lucía et Ricardo Modrego en 1965 (cf. ci-dessus).
- On pourra lire l'ensemble de ces conférences, en version originale (espagnol), regroupées et publiées sous le titre Conferencias, d'abord par Alianza Editorial Sa, puis rééditées par Comares en 2001[102].
- On consultera avec profit les analyses sur les écrits théoriques de Lorca, notamment celles de Marie Laffranque et de Dominique Breton dans la revue Bulletin Hispanique, et qui sont accessibles en ligne (voir la rubrique "études" de la Bibliographie ci-dessous).

### Scripts de films
- Viaje a la luna (1929)

## Citations

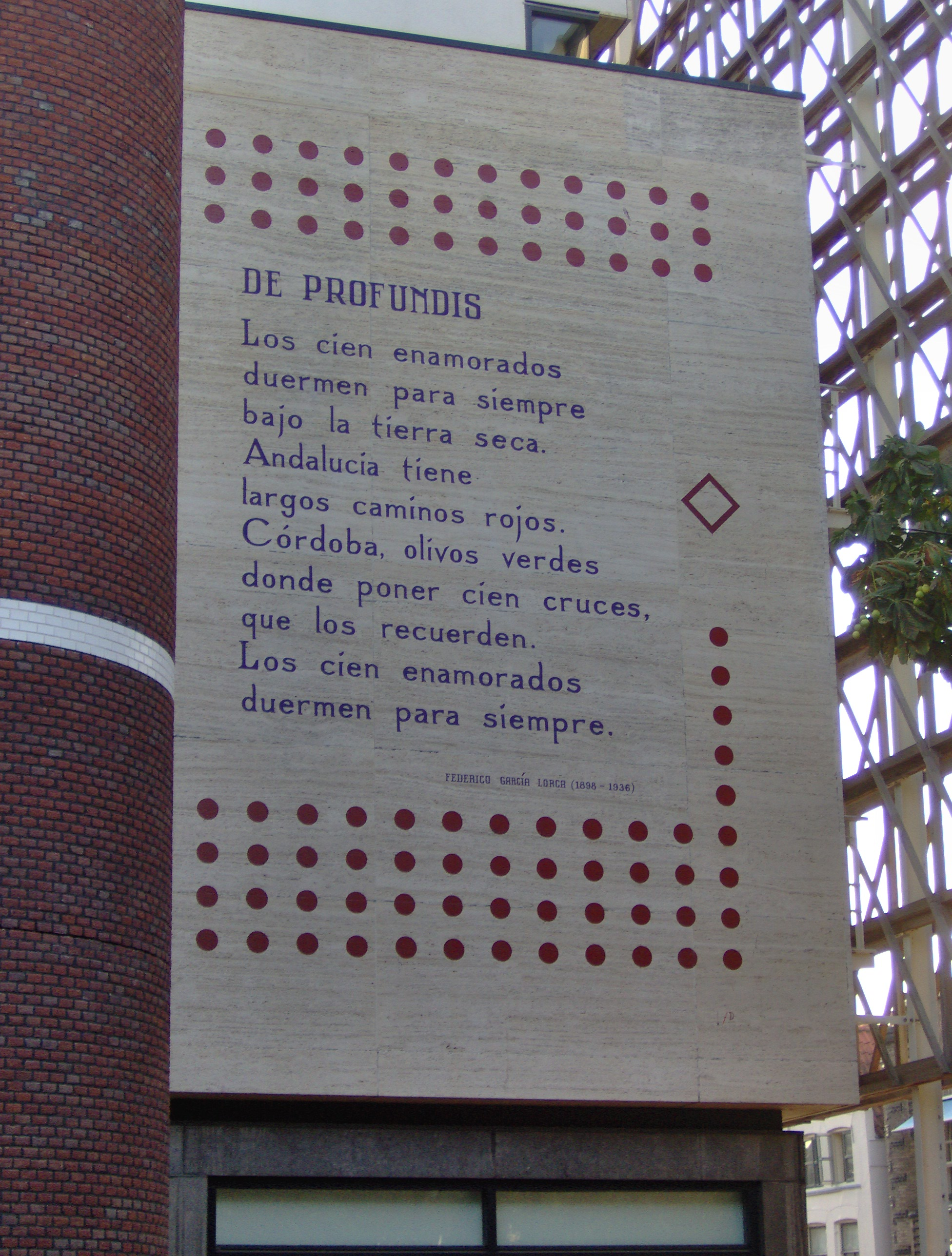
Le poème de Federico García Lorca De profundis, sur le mur oriental de l'Institut de recherche universitaire Kamerlingh Onnes Gebouw, au coin des rues Langebrug et Zonneveldstraat à Leyde, Pays-Bas. (Photo en 2008).

- « Et qui veut sauter dans le sommeil se blesse les pieds sur le fil d'un rasoir. » - Extrait de Les berceuses[103].
- « On n’a pas un enfant comme on a un bouquet de roses. » - Extrait d’Yerma, 1934.
- « Chaque femme a du sang pour quatre ou cinq enfants et lorsqu'elle n'en a pas, il se change en poison. » - Extrait d’Yerma.
- « Les hommes ont autre chose dans la vie ;  ils ont les troupeaux, les arbres, les conversations. Mais nous n'avons que les petits enfants. » - Extrait d’Yerma.
- « Naître femme est le pire des châtiments. » - Extrait de La maison de Bernarda Alba, 1936.
- « Rien n'est plus vivant qu'un souvenir. » - Extrait de Doña Rosita, 1935.
- « La pierre est un dos fait pour porter le temps. » - Extrait de Darmangeat.
- « Lo más importante es vivir » (Le plus important, c'est de vivre).
- « Mis primeras emociones están ligadas a la tierra y a los trabajos del campo… sin este mi amor a la tierra no hubiera podido escribir Yerma o Bodas de Sangre » (Mes premières émotions sont liées à la terre et aux travaux des champs... Sans cela, sans mon amour de la terre, je n'aurais pu écrire "Yerma" ou "Noces de sang").
- « La poesía es algo que anda por las calles. Que se mueve, que pasa a nuestro lado. Todas la cosas tienen su misterio, y la poesía es el misterio que tienen todas las cosas. Se pasa junto a un hombre, se mira a una mujer, se adivina la marcha oblicua de un perro, y en cada uno de estos objetos humanos está la poesía » (La poésie, c'est quelque chose qui marche par les rues. Qui se meut, qui passe à côté de nous. Toutes les choses ont leur mystère, et la poésie, c'est le mystère de toutes les choses [tout a son mystère, et la poésie regroupe tous les mystères]. On passe près d'un homme, on regarde une femme, on remarque l'allure oblique d'un chien, et c'est en chacun de ces objets humains que réside la poésie). - Extrait de Al habla con Federico García Lorca (en conversation avec F. G. Lorca)[104], 1936.
- « El teatro es la poesía que se levanta del libro y se hace humana » (Le théâtre est la poésie qui sort du Livre et se fait humaine). - Extrait de Causerie sur le théâtre, 1935. Repris dans Al habla con Federico García Lorca (en conversation avec F. G. Lorca)[105], 1936.
- « Je vous salue, ô roses, étoiles solennelles. Roses, incarnats joyaux vivants de l'infini, bouches, seins, vagues âmes parfumées, larmes, baisers! Grains et pollen de lune, ô doux lotus sur les étangs de l'âme, je vous salue, étoiles solennelles ». - Extrait de La prière des roses.
- « Je ne suis ni un homme, ni un poète, ni une feuille, - mais un pouls blessé qui pressent l'au-delà » . - Extrait de El poeta en Nueva York : Poema doble del lago Edem (Le poète à New York : Poème double du lac Éden).
- « La terre est le probable paradis perdu » . - Extrait de Mar (1936), Versos finales (Mer, Derniers vers).
- « El más terrible de todos los sentimientos es el sentimiento de tener la esperanza muerta » (Le plus terrible de tous les sentiments, c'est celui de la mort de l'espérance).
- « Esperando, el nudo se deshace y la fruta madura » (En attendant / en espérant, le nœud se défait et le fruit mûrit).
- « Desechad tristezas y melancolías. La vida es amable, tiene pocos días y tan sólo ahora la hemos de gozar » (Rejetez tristesses et mélancolies. La vie est aimable, elle compte peu de jours et nous devons seulement la goûter).
- « Como no me he preocupado de nacer, no me preocupo de morir » (Comme je ne me suis pas préoccupé de naître, je ne me préoccupe pas de mourir).

## Adaptations musicales
- Dmitri Chostakovitch, 14ère symphonie (premier et deuxième mouvement).
- Michèle Reverdy, Cante Jondo, commande de l'État espagnol, création à Madrid le 25 mai 1981, mélodies pour voix de femme et ensemble instrumental sur trois poèmes du Cante Jondo Notice sur le site de l'auteur, avec enregistrement.
- En 1988, Leonard Cohen traduit en anglais le poème Pequeño vals vienés qu'il met en musique sous le titre Take this Waltz et qu'il enregistre pour le disque I'm your man. La chanson est reprise en espagnol par Enrique Morente en 1996 et par la suite par de nombreux interprètes espagnols comme Ana Belén.
- Blood Wedding, adaptation musicale de Bodas de Sangre composée par le compositeur danois Hans-Erik Philip en 2011.
- La casa de Bernarda Alba, opéra en trois actes de Miguel Ortega sur un livret de Julio Ramos, basé sur l'œuvre originale de Federico García Lorca, 2009.

#### Études
- (en) Gibson, Ian (trad. de l'espagnol), Federico García Lorca, London, Faber & Faber, poche (ISBN 978-0-571-14224-8, OCLC 21600658)
- (en) Stainton, Leslie (trad. de l'espagnol), Lorca : A Dream of Life, Londres, Farrar Straus & Giroux, 1999, 1re éd., 579 p. (ISBN 978-0-374-19097-2, OCLC 246338520, LCCN 98051194)
- (en) Doggart, Sebastian & Michael Thompson (eds) (trad. de l'espagnol), Fire, Blood and the Alphabet : One Hundred Years of Lorca, Durham, University of Durham, 1999, 282 p. (ISBN 978-0-907310-44-0, OCLC 43821099)
- (en) Hernandez, Mario Translated by Maurer, Christopher (trad. de l'espagnol), Line of Light and Shadow : The Drawings of Federico García Lorca, Durham, Duke University Press, 1991, 273 p. (ISBN 978-0-8223-1122-5, LCCN 90026689)
- (es) Félix Grande, García Lorca y el flamenco, 1992.
- (es) Mariam Budia, Aproximación a los elementos formales y filosóficos de "Dragón", obra inconclusa de García Lorca, Estudios Hispánicos, no 60, Séoul: ACH, 2011.  (ISSN 1738-2130)
- (fr) J. Aubé-Bourligueux, Lorca ou La sublime mélancolie (Morts et Vies de Federico García Lorca) Biographie, Editions Aden, 2008.
- (fr) Ian Gibson, Le Cheval bleu de ma folie, Federico Garcia Lorca et le monde homosexuel traduit de l'espagnol par Gabriel Iaculli, Seuil, 2011.
- Angel Quintana, Lorca et le cinéma, collection "Le cinéma des poètes", Nouvelles éditions Place, 2019 (voir présentation en ligne).
- (fr) Annick Le Scoëzec Masson : Qui suis-je ? Lorca, biographie, Grez-sur-Loing, Éditions Pardès, 2019, 128 p.
- (fr) Études sur les conférences et "écrits théoriques" de Lorca, à lire en ligne :
  - (fr + es) Marie Laffranque, « Federico García Lorca. Conférences, déclarations et interviews oubliés. », sur Persée, Bulletin hispanique (60-4) : tome 60, n°4, 1958, pp. 508-545. 
  - Dominique Breton, « Jeu, duende, sacrifice (l’Autre scène de l’écriture lorquienne) », sur Bulletin Hispanique 112-1 : Actes du Colloque « langue, littérature, littéralité » (Textes et théories du texte), 2010 (consulté le 19 avril 2019), pp. 373-395.

#### Roman
- (fr) Serge Mestre, Ainadamar : la fontaine aux larmes, Paris, éd. Sabine Wespieser, 2016, 978-2-84805-202-1 (évocation des derniers jours de Garcia Lorca et de l'Espagne de 1936).
- (fr) Yves Rouvière : Le fils prodige - ed. Cap Bear, 2018 (le poète vu par son père, sa mère et sa petite sœur; la parenté avec Verlaine, Apollinaire, Aragon; chronologie de 80 ans d'omertà)

#### Traductions
- Œuvres complètes, édition établie par André Belamich, Paris, Gallimard, « La Pléiade », t. I (poésie, correspondance), 1981; t. II (théâtre, interviews), 1990.

#### Poésie
- Poésies, traduites par André Belamich, Claude Couffon, Pierre Darmangeat, Jean Prévost, Bernard Sesé et Jules Supervielle, avec "photo-graphismes originaux de Henry Cohen, dessins de Lorca et documents inédits"(Paris, Gallimard, coll. "Poésie", 4 tomes publiés de 1955 à 1984).
- Complaintes gitanes (Romancero gitano), traduction de Line Amselem, Paris, Allia, 2003, édition bilingue.
- Si mes mains pouvaient effeuiller..., Illustrations de Gabriel Lefebvre, Préface de Michel Del Castillo, Bruxelles, Complexe, 2006.
- La désillusion du monde, traduit de l'espagnol et préfacé par Yves Véquaud, Paris, La Différence, coll. « Orphée », 2012.
- Polisseur d'étoiles, œuvre poétique complète, traduction de Danièle Faugeras, Toulouse, ÉRÈS, coll. PO&PSY in extenso, 2016  (ISBN 978-2-7492-5121-9).
- Jeanne Marie, Los caminos del alma / Les Chemins de l’âme - memoria viva de los poetas del 27’ mémoire vive des poètes de la Génération de 1927, éditions Paradigme Orléans, 2017  (ISBN 9782868784544).
- Les Poésies d'amour, éditions Circé, 2021. Traduction de Claude Murcia et Henri Abril (Onze sonnets de l'amour obscur, bilingue)  (ISBN 978-2-84242-489-3)

#### Théâtre
- La Maison de Bernarda Alba suivi de Noces de sang, traduction de Marcelle Auclair, André Belamich et Jean Prévost, Paris, Gallimard, coll. "Folio", 1973, rééd. 2006 avec les deux pièces dans l’ordre inverse.
- Marianna Pineda, La Savetière prodigieuse, Les Amours de don Perlimplin avec Bélise en son jardin, traduction d’André Belamich, Paris, Gallimard, coll. "Folio", 1984.
- Noces de Sang, Yerma, traduction de Marcelle Auclair, Paris, Gallimard, coll. "Du monde entier", 1947.
- Que passent encore cinq ans, traduction de Luis del Águila, Paris, L'Arche, 2006.
- Mademoiselle Rose ou le Langage des fleurs (Doña Rosita la célibataire, Le Petit Tréteau de don Cristóbal et doña Rosita), traduction de Luis del Águila, Paris, L'Arche, 2004.
- Le Public, Le Songe de la Vie, Dragon, pièces publiées avec le texte de deux conférences de Lorca, traduction en français de Luis del Águila, Paris, L'Arche, 2007[97].

#### Conférences, essais
- 3 Conférences de Federico Garcia Lorca traduites de l'espagnol par Jean Viet, chez Pierre Seghers, Paris, 1947[89]. Il s'agit d'une traduction des trois conférences suivantes : "L'art poétique chez Don Luis Gongora", "Théorie et jeu du démon" et "Berceuses espagnoles".
- Jeu et théorie du duende, traduction de Line Amselem, Paris, Éditions Allia, 2008, édition bilingue[93].
- Les Berceuses, éditions Marguerite Waknine, 2013, édition bilingue[106]. Rééd. Allia, 2018, 80 p. (ISBN 979-10-304-0823-2)
- La Cante Jondo (trad. de l'espagnol), Paris, Allia, 2020, 64 p. (ISBN 979-10-304-1266-6)

#### Bande dessinée
- Sur les traces de García Lorca, d'El Torres et Carlos Hernandez Sanchez, Vertige Graphic, 2015.
- Los caballeros de la orden de Toledo, de Javierre et Juanfran Cabrera, Arian, 2017.